# Stansted Express

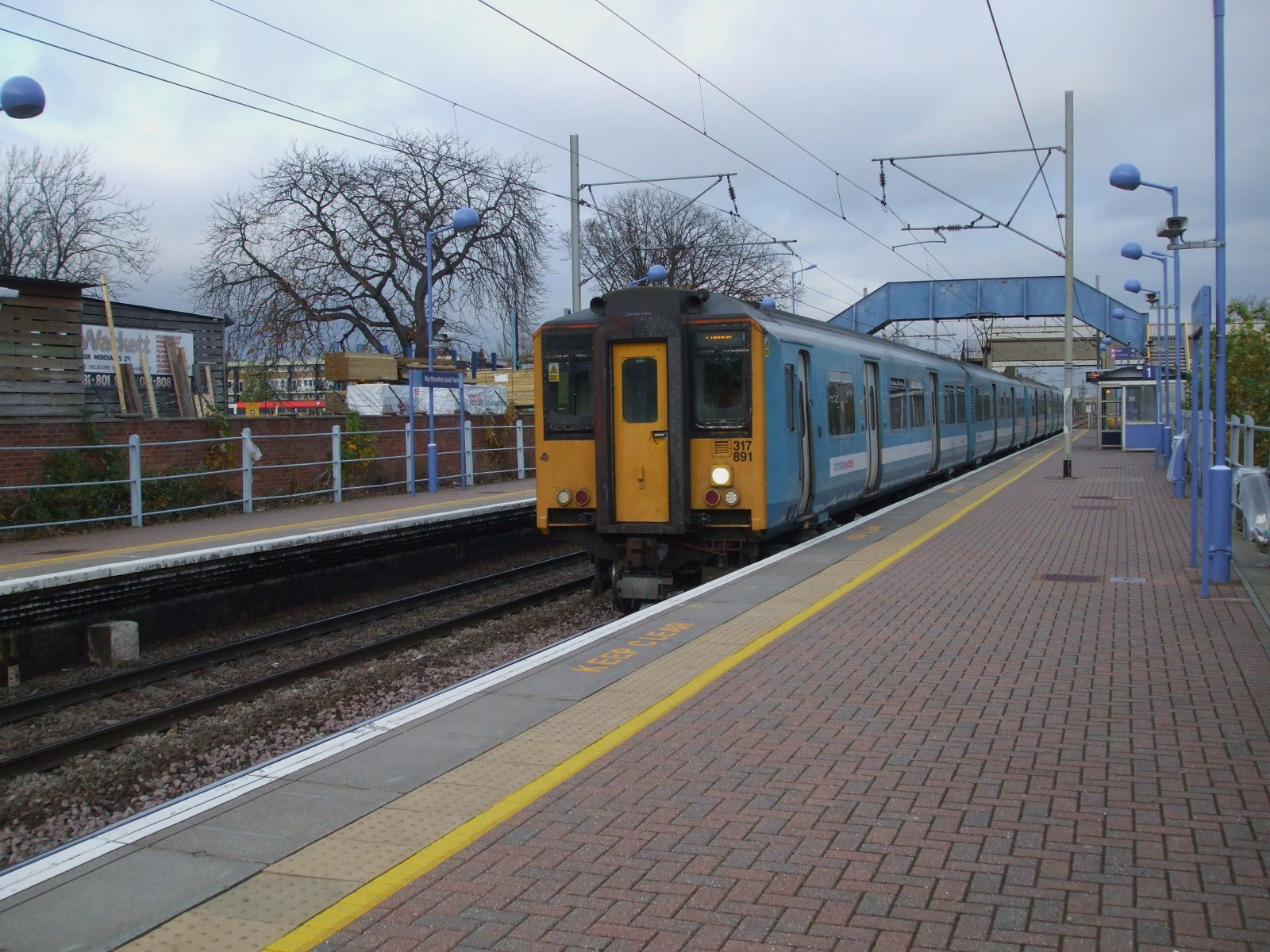
Pociąg Stansted Express przejeżdżający bez zatrzymania przez stację Northumberland Park

Stansted Express – pociągi uruchamiane przez brytyjskiego przewoźnika kolejowego Greater Anglia, łączące lotnisko Stansted z centrum Londynu (stacja Liverpool Street Station). Stansted Express jest najszybszym środkiem komunikacji z lotniska Stansted. Pociągi odjeżdżają co 15 minut (z wyjątkiem połączeń wczesnorannych i nocnych). Do centrum Londynu pociąg jedzie średnio 46 minut. Wszystkie pociągi z wyjątkiem wczesnorannych zatrzymują się na pośredniej stacji Tottenham Hale, zaś niektóre nocne na Seven Sisters.
Pociągi mają klimatyzowane wagony, duże przestrzenie bagażowe oraz specjalne miejsca dla niepełnosprawnych. Bilety można kupić w Internecie, w automacie lub w specjalnych okienkach na stacjach Stansted Airport i Liverpool Station, czasami także bilety na pociąg są sprzedawane na pokładzie samolotów linii Ryanair.
Połączenia Stansted Express po raz pierwszy uruchomione zostały w latach 90. przez państwowego przewoźnika British Rail. Po jego prywatyzacji w 1997 roku obsługę połączeń przejęła spółka West Anglia Great Northern a w 2004 National Express East Anglia. Od 2012 połączenia są obługiwane przez spółkę Greater Anglia.